# Miguel Merino Melchor
Miguel Merino Melchor (Villafranca Montes de Oca, província de Burgos, 24 d'abril de 1831 - Madrid, 7 de març de 1905) fou un Matemàtic, astrònom i polític espanyol.
Es va doctorar en Ciències Exactes, va ser professor a l'Escola de Telègrafs i des de 1887 director de l'Observatori Astronòmic de Madrid. També fou vocal de la Junta General de l'Institut Geogràfic i Estadístic, membre de la Comissió permanent de Pesos i Mesures i delegat d'Espanya en l'Associació Geodèsica Internacional observant l'enllaç geodèsic entre Europa i Àfrica a través del Mulhacén i de la Tetica de Bacares. Entre altres condecoracions, va rebre l'encomana de l'Orde de Carles III, la gran creu de l'Orde d'Isabel la Catòlica i el grau d'oficial de la Legió d'Honor francesa.
El 1866 fou elegit acadèmic numerari de la Reial Acadèmia de Ciències Exactes, Físiques i Naturals, de la posteriorment en fou secretari general i senador des de 1901 fins a la seva mort.